# この瞬間、きっと夢じゃない
「この瞬間、きっと夢じゃない」（このとき、きっとゆめじゃない）は、SMAPの43枚目のシングル。2008年8月13日にビクターエンタテインメントから発売された。

## 概要
楽曲は、メンバーの中居正広がメインキャスターを務める、TBS系『北京オリンピック』テーマソング。SMAPがオリンピックのテーマソングを担当するのは、2004年のアテネオリンピックの際に「ススメ!」で担当して以来となる。
8月11日の『SMAP×SMAP』でPVが初公開、翌12日のTBS系『NEWS23』にSMAP全員揃って出演し、この曲を初歌唱した。
ジャケット写真は、夜空を背景にオリンピックシンボル（五輪）の色と同じ順の5色の打ち上げ花火で構成されている。
着うた限定でオリジナルデコメパーツのプレゼントキャンペーンがあった。
(*尚、当時の配信期間として2009年1月31日までと当時の公式サイトhttps://www.jvcmusic.co.jp/smap2008/のdownloadに書いてある。)が今現在、レコチョク、ドワンゴジェイピー、Music.jpのみではあるが購入可能なので時期は不明だがでその後配信を再開した模様。(*この曲に限った話では無い。)

## チャート成績
2008年8月25日付オリコン週間シングルチャートで初登場1位を獲得した。SMAPにとって同チャートでの1位獲得は「freebird」から10作連続、通算21作目となった。SMAPが同チャートで10作連続で1位を獲得するのは、アルバムを含めた場合も初である。TOP10入りはデビューから43作連続となり、SMAP自身が保持していたデビューからの連続TOP10獲得数を更新したほか、デビューからの連続でないものを含めた連続TOP10獲得数でも当時B'zが保持していた42作を上回って単独1位となり、通算TOP10獲得数ではサザンオールスターズが保持していた最高記録に並んだ。初動売上は9.1万枚であった。

## 収録曲
1. この瞬間、きっと夢じゃない
作詞・作曲：Hi-Fi CAMP / 編曲：長岡成貢
  - TBS系「北京オリンピック」テーマソング

元々は「SOBANI」というタイトルであったが、青山テルマ feat. SoulJaの「そばにいるね」とタイトルが重なるため、北京オリンピックの大会スローガンである「ひとつの世界、ひとつの夢」を基に、歌詞の一部を使用し現在のタイトルとなった[2]。
2. two of us
作詞・作曲：大智 / 編曲：youwhich
元埼玉西武ライオンズの石井義人が、打席に入る時の入場曲として使用していた。
3. この瞬間、きっと夢じゃない（back track）
4. two of us（back track）

## 収録アルバム
- super.modern.artistic.performance（#1）
- SMAP AID（#1）
- SMAP 25 YEARS（#1）

## 一斉購入運動
2009年4月、メンバーの草彅剛が公然わいせつ事件を起こし、その後の活動について、ジャニーズ事務所に寛大な対応（草彅の早期復帰）を求めた一部のファンが、ソーシャルネット・ワーキングサイト・mixiのコミュニティでこの作品の購入を呼びかけた。この運動はオリコンの週間集計期間に合わせて行われ、運動初日となった2009年5月4日（月曜日）に全国でこの作品を買い求めるファンが続出。Amazon.co.jpなどのインターネット上の通販サイトでも軒並みランクが跳ね上がる現象が見られた。この運動の成果は同日付のオリコン・デイリーチャートに反映され、前日100位圏外だったものが11位へと急上昇した。